# ハララカ
ハララカ（学名：Bothrops jararaca）は、クサリヘビ科ヤジリハブ属に分類されるヘビ。有毒種。別名ハララカアメリカハブ、ジャララカ。

## 分布
ブラジル南部からアルゼンチンにかけた南アメリカ。

## 形態
全長は1-1.6m。体色は個体による変異が大きいが暗色で、不鮮明な明色の三角形の斑紋が入る。幼蛇は三角形の斑紋が明瞭。

### 毒
毒性は強力な出血毒で、命が助かっても悲惨な後遺症に悩まされることも多い。

## 生態
熱帯雨林や農耕地等に生息する。地表棲。
食性は動物食で小型哺乳類、小型鳥類等を食べる。
繁殖形態は卵胎生で、1回に20頭程の幼蛇を産む。

## 人間との関係
開拓地や農耕地にも生息するため咬傷被害も多いとされる。毒性は強いが、適切な治療を受ければ死亡することは少ないとされる。